# Nationalfriedhof Martin

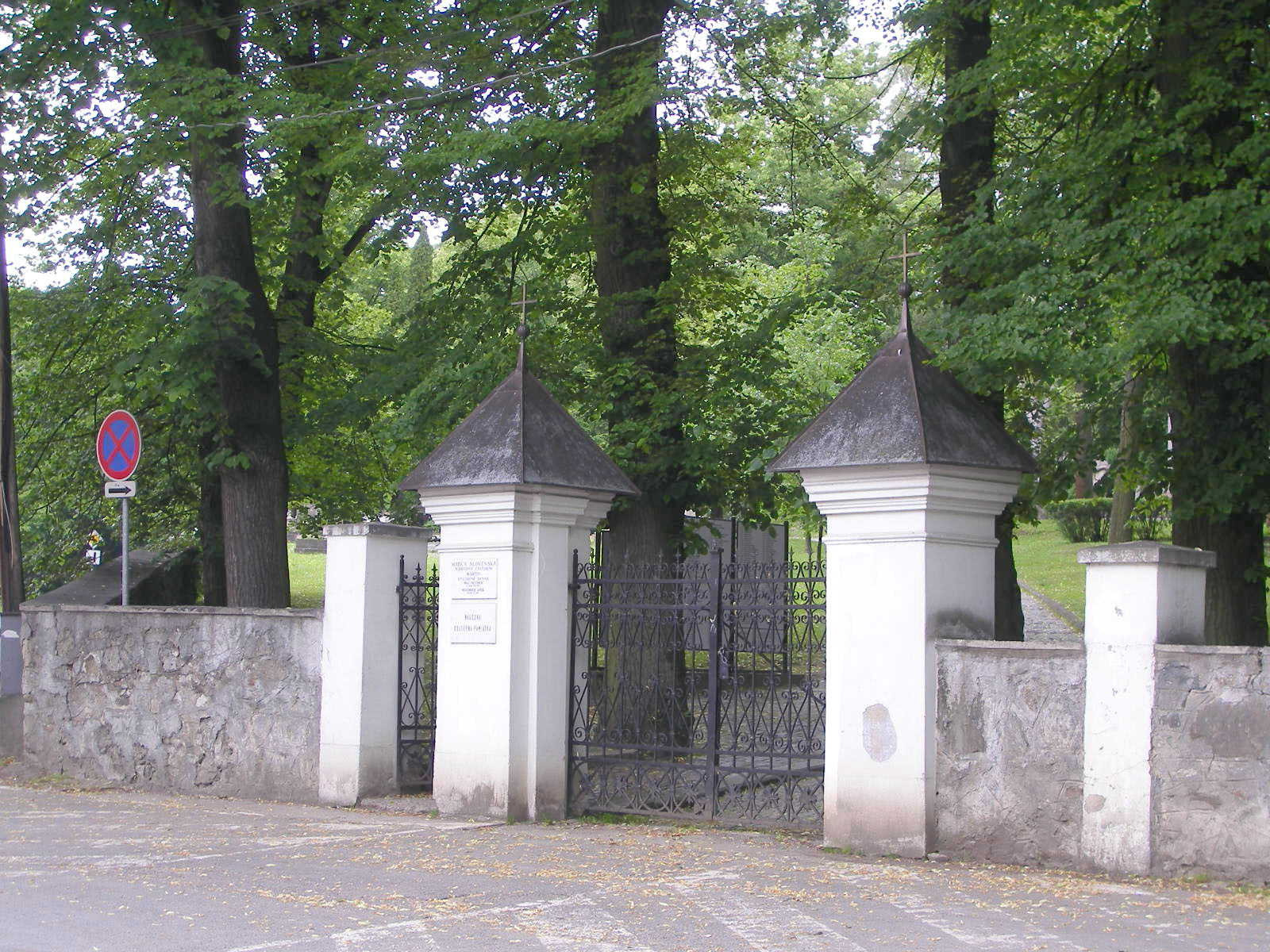
Eingang zum Friedhof

Der Nationalfriedhof Martin (slowakisch Národný cintorín v Martine) ist die letzte Ruhestätte verschiedener führender slowakischer Persönlichkeiten. Er befindet sich in der Stadt Martin an der Sklabinská-Straße, nur wenige Gehminuten vom Zentrum entfernt. Die Wahl Martins als Standort geht auf die Geschichte als Zentrum der slowakischen Nationalbewegung (Matica slovenská) im 19. Jahrhundert zurück.
Seit 1961 wird der Friedhof als nationales Kulturdenkmal geführt.

## Liste der beerdigten Persönlichkeiten

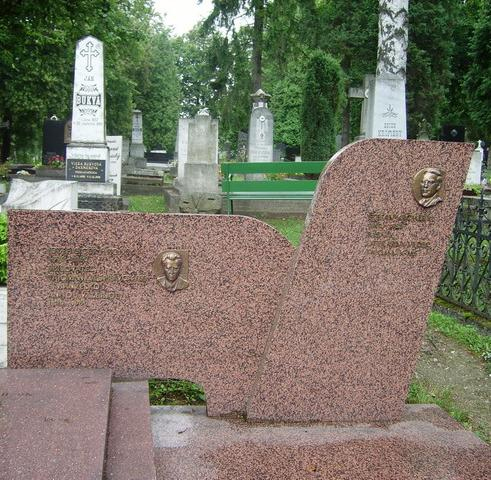
Gemeinsames Grab von Štefan Krčméry und Jozef Cíger-Hronský

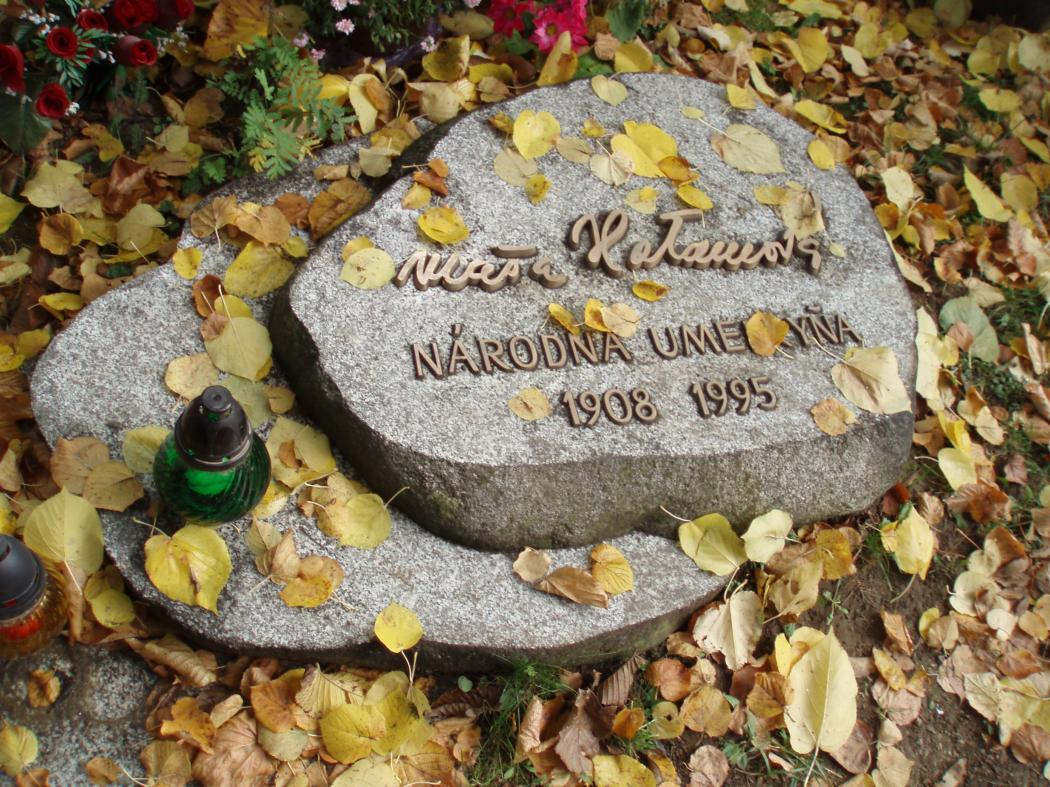
Grab von Maša Haľamová

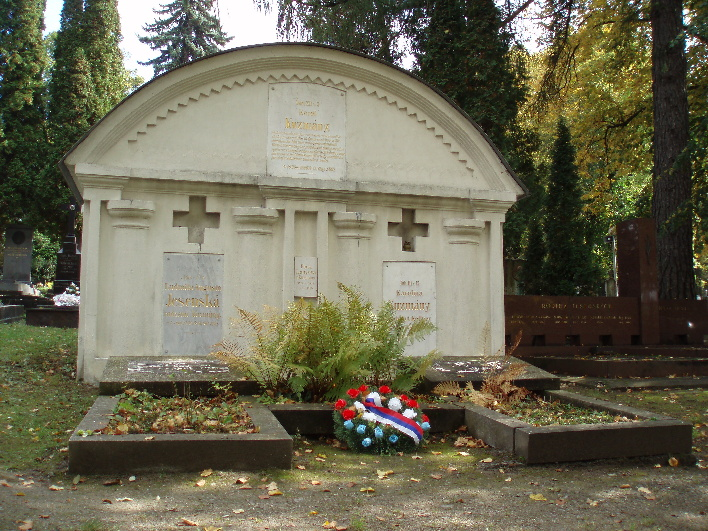
Grab von Karol Kuzmány

| - Juraj Antal – Arzt - Július Barč-Ivan – Schriftsteller - Martin Benka – Maler - Ján Bodenek – Schriftsteller - Emanuel Teodor Bohm – Unterstützer der slow. Literatur in den USA - Mária Bohmová-Dziaková – Unterstützerin der slow. Literatur in den USA - Ján Bulík – Vorsitzender des Matica slovenská in Jugoslawien - Blažej Bulla – Architekt und Folklorist - Juraj J. Cincík – Maler - Jozef Cíger-Hronský – Schriftsteller - Samuel Czambel – Linguist - Ferdinand Čatloš – General - Štefan Marko Daxner – Aktivist - Matúš Dula – Politiker - Mikuláš Štefan Ferienčík – Journalist - Ján Francisci-Rimavský – Aktivist - Mikuláš Galanda – Maler - Michal Gašparík – Chronikenautor - Želmíra Gašparíková – Übersetzerin - Janka Guzová-Becková – Sängerin - Andrej Halaša - - Maša Haľamová – Dichterin - František Hečko – Schriftsteller - Mária Jančová-Hečková – Schriftstellerin - Naďa Hejná – Schauspielerin - Milan Hodža – Politiker - Ferdinand Hoffmann - - Emil Horváth – Schauspieler - Ján Hrušovský – Schriftsteller - Svetozár Hurban Vajanský – Schriftsteller - Anna Hurbanová-Jurkovičová – Schauspielerin - A. Ilečka – Bildhauer - Janko Jesenský – Schriftsteller - Ferdinand Juriga – Aktivist - Ján Kadavý – Aktivist und Publizist - František Kalina – Redakteur - František Kalina ml. – Künstler - Ján Kalinčiak – Schriftsteller - Andrej Kmeť – Seelsorger und Botaniker - Jozef Kohút – Organisator der Feuerwehr-Bewegung | - Janko Kráľ – Dichter - Štefan Krčméry – Dichter - Martin Kukučín – Schriftsteller - Karol Kuzmány – Schriftsteller - Andrej Lettrich – Regisseur und Szenarist - Jozef Lettrich – Politiker - Elena Maróthy-Šoltésová – Schriftstellerin - Ján Meličko – Komponist - Hana Meličková – Schauspielerin - Danko Michaelli – Schauspieler - Milan Mitrovský – Maler und Schriftsteller - Pavol Mudroň – Vertreter der slowakischen Nationalbewegung - Štefan Nemčok – Maler - Karol Novák – Chordirektor - Jozef Pajtaš – Augenarzt - Viliam Pauliny-Tóth – Schriftsteller und Politiker - P. Peressenyi – Architekt - Ján Petrikovich – Arzt - Ambro Pietor – Journalist - Karol Plicka – Fotograf - Belo Polla – Geschichtswissenschaftler - Daniel Rapant – Geschichtswissenschaftler - Vladimír Roy – Dichter - Viliam Ruttkay-Nedecký – Maler - Miloslav Schmidt – Organisator der Feuerwehr-Bewegung - Ján Smrek – Dichter - Blanka Smreková – Dichterin - Ivan Stodola – Schriftsteller - Ján Šikura – Geschichtswissenschaftler - Jozef Škultéty – Verwalter der Matica slovenská - Miloš Štefanovič – Politiker - Fraňo Štefunko – Bildhauer - Ivan Štubňa – Maler - Dušan Šulc – Buchgrafiker - Izabela Textorisová – Botanikerin - Ľudmila Turzová – Autorin eines Atlas der Heilpflanzen - Eduard Tvarožek – Übersetzer - Marián Váross – Kunstgeschichtswissenschaftler - Jaroslav Vlček – Literaturgeschichtswissenschaftler - Gorazd Zvonický – Übersetzer |